# Függőleges vezérsík

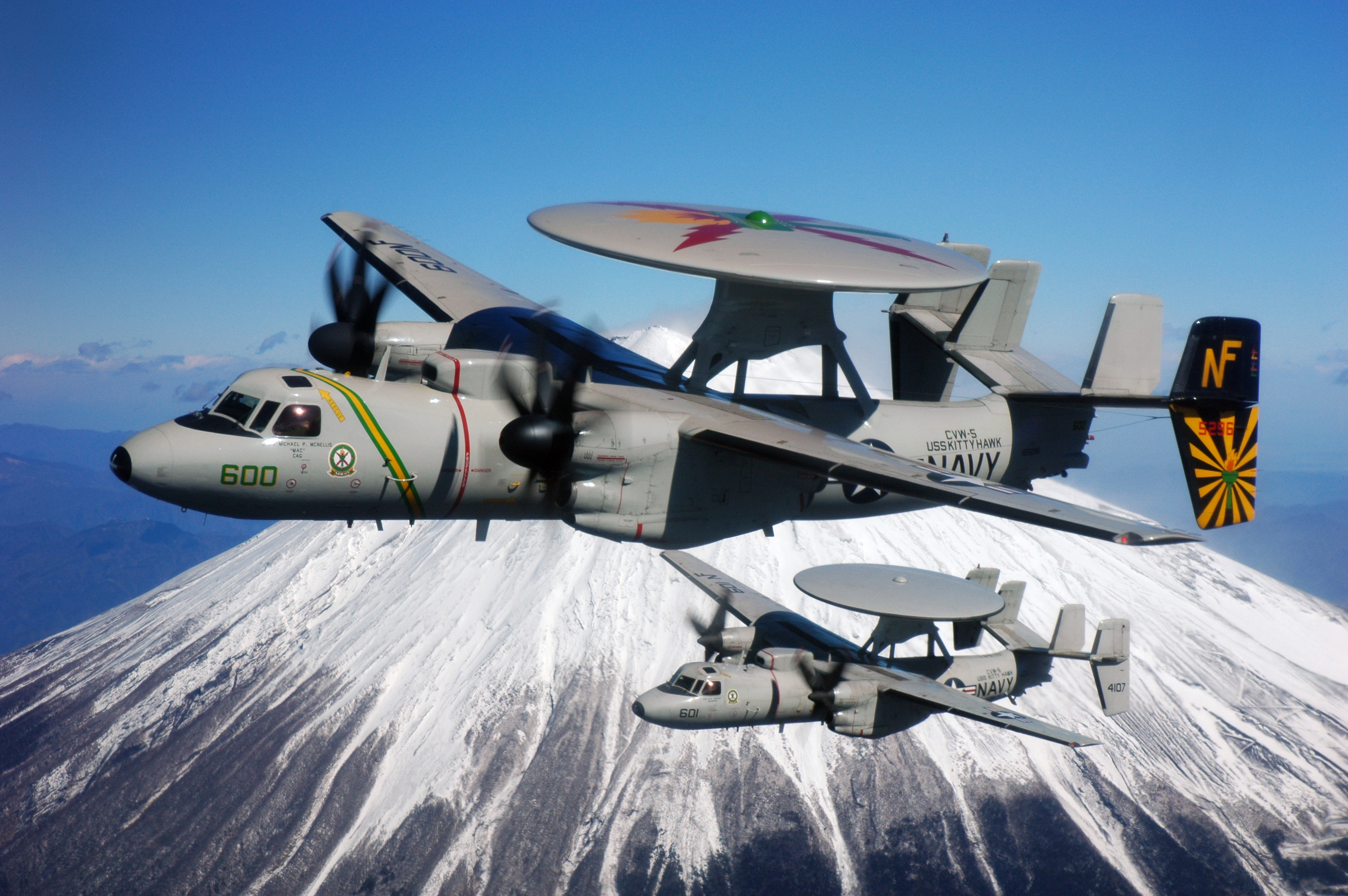
E–2C Hawkeye géppár a Fudzsi hegy előtt. A repülőgépeknek négyrészesre osztott függőleges vezérsíkjuk van.

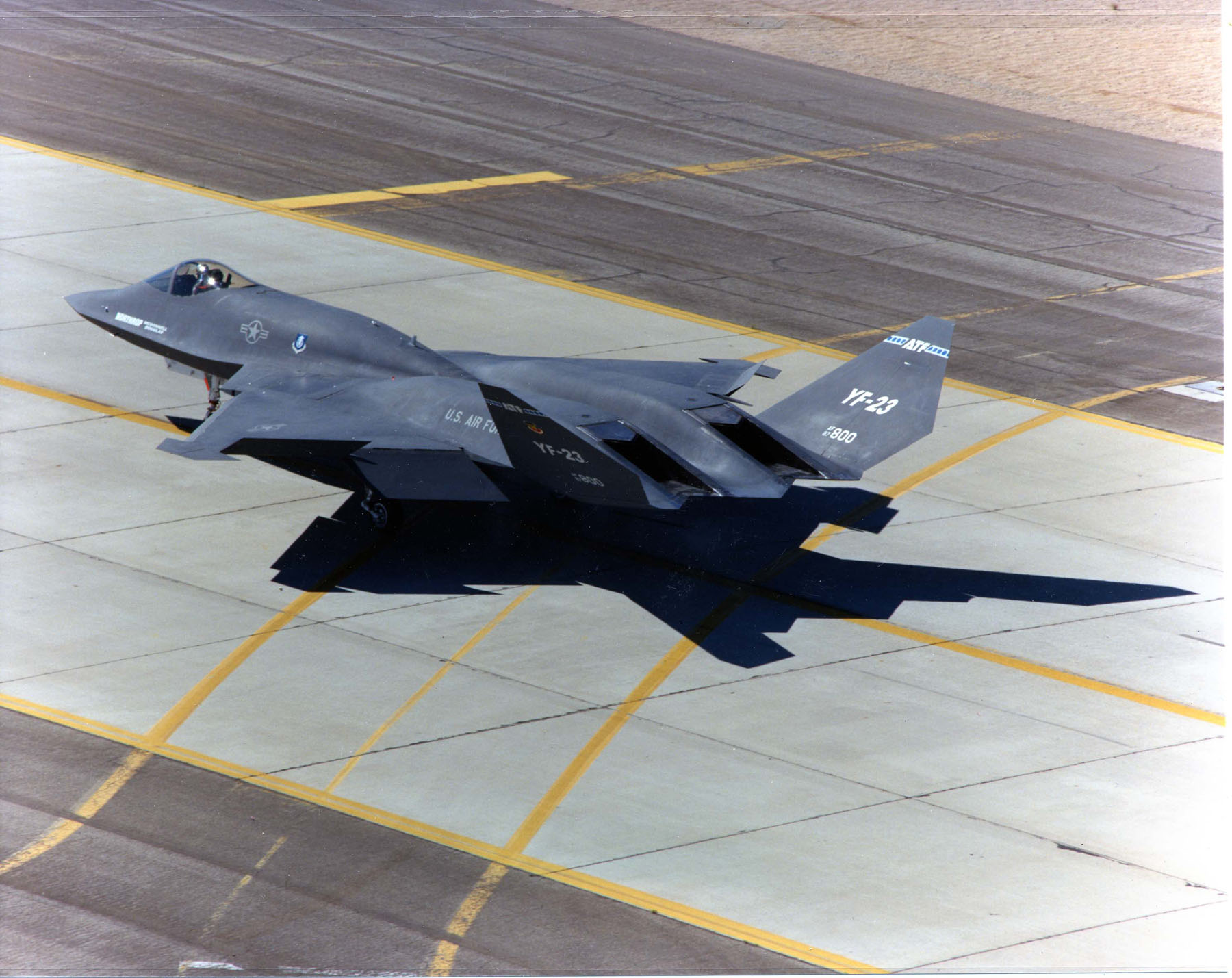
Az YF–23 különleges, V alakú vezérsíkjai

A függőleges vezérsík a repülőeszközök (repülőgépek, léghajók, helikopterek) farokrészén található aerodinamikai felület, melynek feladata a repülőgép függőleges tengely körüli (oldalirányú) stabilitásának megteremtése. A függőleges vezérsíkon van az oldalkormány, emellett, mivel messze van a törzstől (ami árnyékolja az elektromágneses sugárzást), rádióelektronikai berendezések antennáit is gyakran helyezik itt el. A háromhajtóműves sugárhajtású repülőgépeknél (Tu–154, DC–10, L–1011 TriStar) a függőleges vezérsík tövébe építik a harmadik hajtóművet. Vadászrepülőgépeken, mivel ezek gyakran repülnek nagy állásszögön, a törzs aljára gyakran pótvezérsíkot szerelnek, mert ekkor a függőleges vezérsík leárnyékolódik. Néhány különleges repülőgépnek nincsen függőleges vezérsíkja (például a lopakodó B–2 Spirit nehézbombázó). A függőleges vezérsík a hagyományos kialakítás mellett lehet
- Osztott: ekkor több (rendszerint kettő vagy három) kisebb függőleges vezérsík van a repülőgépen
- T alakú: ekkor a vízszintes vezérsík a függőleges tetején van
- H alakú: ekkor az osztott függőleges vezérsík a vízszintes vezérsík végein van
- V alakú: a törzs végén két ferde vezérsík van, ezek egyszerre látják el a vízszintes és a függőleges vezérsík funkcióját.